# Sluiterina kaikourae
Sluiterina kaikourae är en djurart som tillhör fylumet skedmaskar, och som beskrevs av Edmonds, S.J. 1985. Sluiterina kaikourae ingår i släktet Sluiterina och familjen Bonelliidae. Inga underarter finns listade i Catalogue of Life.